# 西羽生站

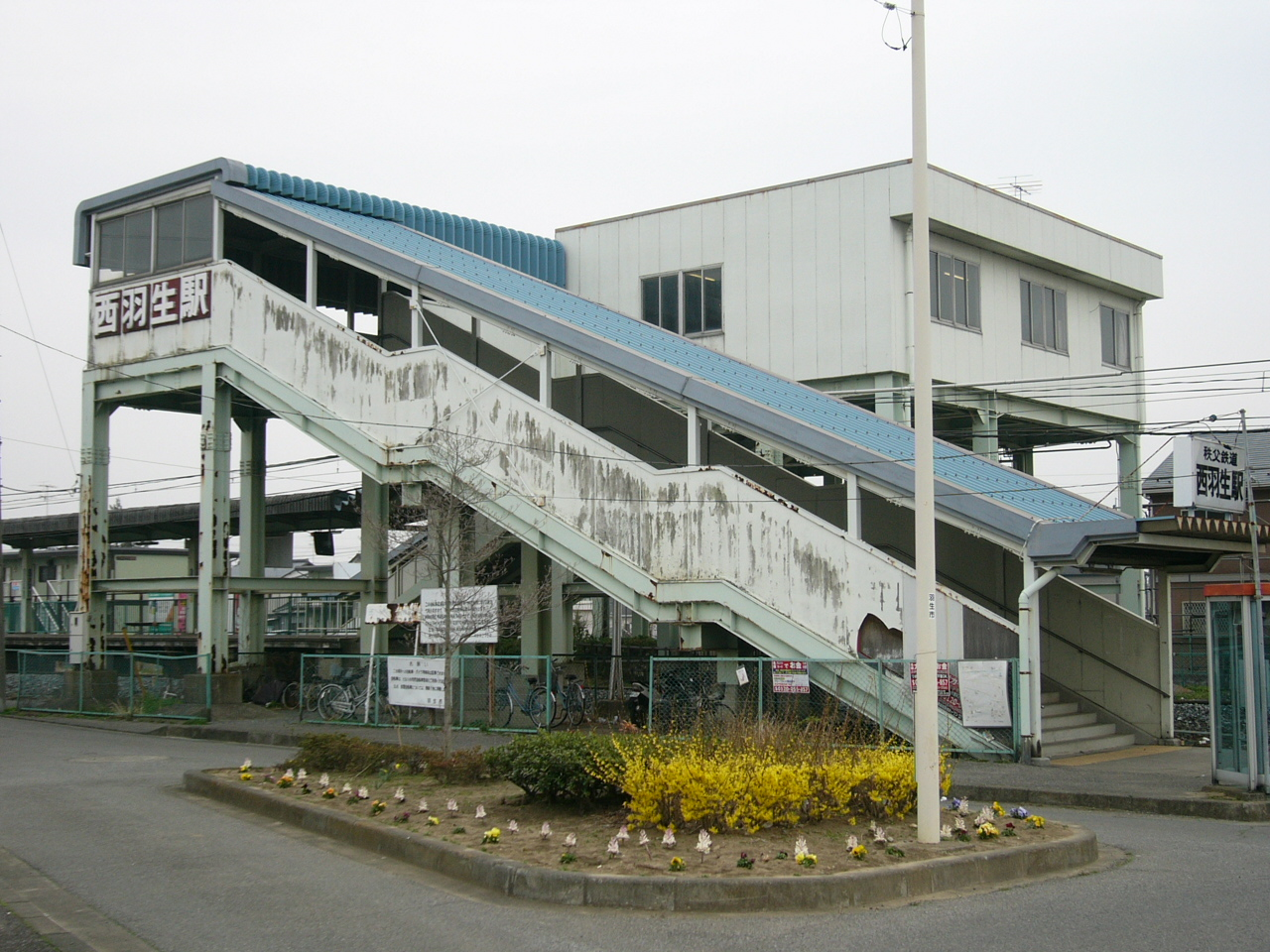
北出口（2006年3月）

西羽生站（日语：／ Nishi-Hanyū eki */?）是位於埼玉縣羽生市西五丁目32番2號，秩父鐵道的秩父本線車站。

## 歷史
- 1981年（昭和56年）9月1日 - 車站啟用。

## 車站構造
此站是地面車站，設有1面1線的單式月台。此站已經預留了建設1面2線的島式月台，現時只有1面設有路軌。
此站設有跨站式站房。此站是由熊谷站管理的業務委託車站。車站職員當值時間為7:20～17:20。
此站沒有廁所，最近的廁所是在車站南出口步行約5分鐘的「7-11羽生西店」。

## 使用狀況
在2018年度車站乘車人次中，於秩父本線36站內排名第25位。
以下為1日平均乘車人次列表。
| 年度               | 1日平均 乘車人次 |
| ------------------ | ---------------- |
| 1999年（平成11年） | 204              |
| 2000年（平成12年） | 229              |
| 2001年（平成13年） | 246              |
| 2002年（平成14年） | 218              |
| 2003年（平成15年） | 210              |
| 2004年（平成16年） | 199              |
| 2005年（平成17年） | 202              |
| 2006年（平成18年） | 198              |
| 2007年（平成19年） | 195              |
| 2008年（平成20年） | 198              |
| 2009年（平成21年） | 186              |
| 2010年（平成22年） | 164              |
| 2011年（平成23年） | 163              |
| 2012年（平成24年） | 173              |
| 2013年（平成25年） | 173              |
| 2014年（平成26年） | 169              |
| 2015年（平成27年） | 165              |
| 2016年（平成28年） | 163              |
| 2017年（平成29年） | 164              |
| 2018年（平成30年） | 154              |

## 車站周邊
車站附近為住宅區。

### 南出口
- 國道122號
- 埼玉縣道128號熊谷羽生線（日语：埼玉県道128号熊谷羽生線）
- Kanemas（學生運動服製造商） （页面存档备份，存于） 總部、工場

### 北出口
- 埼玉縣立羽生實業高等學校（日语：埼玉県立羽生実業高等学校）
- 羽生市立西中學
- 羽生西公園

## 相鄰車站
秩父鐵道
秩父本線
急行「秩父路」
通過
普通
羽生－西羽生－新鄉

## 注腳
1. ↑  埼玉県統計年鑑より算出 （页面存档备份，存于）（日語）

## 外部連結
- 車站情報 西羽生站（秩父鐵道） （页面存档备份，存于）（日語）